# Comuna Smołdzino
Comuna Smołdzino (poloneză gmina Smołdzino) este o comună rurală din powiat-ul słupski, voievodatul Pomerania, din partea septentrională a Poloniei. Sediul administrativ este satul Smołdzino. Conform datelor din 2004 comuna avea 3.495 de locuitori. Întreaga suprafață a comunei Smołdzino este 257,24 km².
În comuna sunt 16 sołectwo-uri: Bukowa, Człuchy, Czysta, Gardna Mała, Gardna Wielka, Kluki, Komnino, Łokciowe, Retowo, Siecie, Smołdzino, Smołdziński Las, Stojcino, Wierzchocino, Witkowo și Żelazo. Comuna învecinează cu comuna Ustka, comuna Słupsk și comuna Główczyce din powiat-ul słupski, respectiv comuna Wicko și orașul Łeba din powiat-ul lęborski.
Înainte de reforma administrativă a Poloniei din 1999, comuna Smołdzino a aparținut voievodatului Słupsk.

## Geografie
Comuna Smołdzino este în mult acoperită de ape și păduri. Fragmentelele unor dintre cele mai mari lacuri ale Poloniei, Łebsko și Gardno constituie multa parte a suprăfeței. Peisagiul comunei este tipic pentru arii situate pe coasta Mării Baltice în Polonia, cu păduri de pin, dune și coline glaciare, cea mai mare fiind Rowokół (115 m). Trei râuri străbat teritoriul comunei Smołdzino: Łupawa, Pustynka i Brodniczka.
Parcul Național Słowiński ocupă partea de nord a comunei, separând zonele agricole de la mare. Totuși, există multe rămășițe ale activității economice umane din o perioadă înaintea creării parcului, precum sisteme de irigație între lacuri sau satele distruse de dunele mișcatoare precum Boleniec.
Conform datelor din 2002, zonele agricole ocupă 29% iar pădurile 25% al suprafeței. Comuna constituie 11,16% al suprafeței powiat-ului słupski. Constă din 23 de localități.